# Scabrosidama serratichelis
Scabrosidama serratichelis – gatunek kosarza z podrzędu Laniatores i rodziny Assamiidae. Jedyny znany przedstawiciel monotypowego rodzaju Scabrosidama.

## Występowanie
Gatunek występuje w Tanzanii.